# Manja Doering
Manja Doering (* 3. September 1977 in Karl-Marx-Stadt, jetzt Chemnitz) ist eine deutsche Schauspielerin sowie Sprecherin von Hörspielen und Hörbüchern. Als Synchronsprecherin ist sie unter anderem die deutsche Stimme von Natalie Portman, Reese Witherspoon, Rebecca Hall, Greta Gerwig, Kristen Bell und Jessica Chastain.

## Leben
Doering entstammt einer Schauspielerfamilie. Sie ist die Tochter von Rainer Doering und die Schwester von Alexander Doering. Sie begann bereits im Alter von neun Jahren, erste Synchronrollen für das DEFA-Studio für Synchronisation in Berlin-Johannisthal zu sprechen. Ihre erste große Hauptrolle erhielt sie 1994, als anlässlich der Videoveröffentlichung des Disney-Klassikers Schneewittchen und die sieben Zwerge eine neue deutsche Synchronfassung hergestellt und sie als Protagonistin gecastet wurde. Nach dem Abitur absolvierte sie von 1998 bis 2002 ihre Schauspielausbildung an der Hochschule für Schauspielkunst „Ernst Busch“ Berlin, gefolgt von einem zweijährigen Engagement als Darstellerin am Grips-Theater in Berlin.
Parallel zu ihrer Bühnentätigkeit beendete Doering eine klassische Gesangsausbildung, wirkte als Schauspielerin in deutschen Fernsehproduktionen wie Großstadtrevier (2004) oder Fremde Haut (2005) mit und nahm diverse Sprechrollen in Film- und Fernsehsynchronisationen wahr. 2003 wurde sie mit dem Deutschen Preis für Synchron für ihre herausragende Nachwuchsleistung als Stimme von Reese Witherspoon in Ernst sein ist alles ausgezeichnet.

## Filmografie (Auswahl)
- 2004: Frau fährt, Mann schläft
- 2004: Großstadtrevier: Feuertaufe (Fernsehserie, Folge 18x01)
- 2005: Fremde Haut
- 2005: Großstadtrevier: Liebe, Lust und Leidenschaft (Fernsehserie, Folge 19x12)

## Synchronisation (Auswahl)
Alyson Hannigan
- 1999: American Pie – Wie ein heißer Apfelkuchen als Michelle Flaherty
- 2000: Boys, Girls & a Kiss als Betty
- 2001: American Pie 2 als Michelle Flaherty
- 2003: American Pie – Jetzt wird geheiratet als Michelle Flaherty
- 2006: Date Movie als Julia Jones
- 2012: American Pie: Das Klassentreffen als Michelle Levenstein

Anna Friel
- 2005: Goal! als Roz Harmison
- 2007: Goal! II als Roz Harmison
- 2009: Die fast vergessene Welt als Holly Cantrell
- 2010: Ich sehe den Mann deiner Träume als Iris
- 2010: London Boulevard als Briony
- 2011: Ohne Limit als Melissa
- 2014: Good People als Sarah
- 2016–2020: Marcella als Marcella Backland

Greta Gerwig
- 2010: Greenberg als Florence Marr
- 2012: Frances Ha als Frances Ha
- 2012: Lola gegen den Rest der Welt als Lola
- 2015: Maggies Plan als Maggie
- 2015: Mistress America als Brooke
- 2016: Der letzte Akt als Pegeen Mike Stapleford
- 2016: Jahrhundertfrauen als Abbie
- 2016: Wiener Dog als Dawn
- 2018: Isle of Dogs – Ataris Reise als Tracy Walker

Jessica Chastain
- 2011: Take Shelter – Ein Sturm zieht auf als Samantha
- 2011: Texas Killing Fields – Schreiendes Land als Pam Stall
- 2012: Zero Dark Thirty als Maya
- 2014: Fräulein Julie als Fräulein Julie
- 2014: Interstellar als Murph Cooper
- 2014: A Most Violent Year als Anna Morales
- 2015: Crimson Peak als Lucille Sharpe
- 2015: Der Marsianer – Rettet Mark Watney als Melissa Lewis
- 2016: Die Erfindung der Wahrheit als Elizabeth Sloane
- 2016: The Huntsman & The Ice Queen als Sara
- 2017: Die Frau des Zoodirektors als Antonina Zabinski
- 2017: Die Frau, die vorausgeht als Catherine Weldon
- 2017: Molly’s Game – Alles auf eine Karte als Molly Bloom
- 2019: Es Kapitel 2 als Beverly Marsh
- 2020: Code Ava – Trained To Kill als Ava Faulkner
- 2021: The Eyes of Tammy Faye als Tammy Faye Bakker

Katrina Kaif
- 2007: Sarkar als Pooja
- 2011: Man lebt nur einmal – Zindagi Na Milegi Dobara als Laila
- 2012: Mission Liebe – Ek Tha Tiger als Zoya
- 2012: Solang ich lebe – Jab Tak Hai Jaan als Meera Thapar
- 2014: Dhoom: 3 als Aaliya

Natalie Portman
- 1996: Beautiful Girls als Marty
- 1997: Alle sagen: I love you als Laura Dandridge
- 1999: Überall, nur nicht hier als Ann August
- 1999: Star Wars: Episode I – Die dunkle Bedrohung als Königin Padmé Amidala
- 2001: Zoolander als Natalie Portman
- 2002: Star Wars: Episode II – Angriff der Klonkrieger als Senatorin Padmé Amidala
- 2005: Garden State als Sam
- 2005: Star Wars: Episode III – Die Rache der Sith als Senatorin Padmé Amidala
- 2006: Goyas Geister als Ines/Alicia
- 2006: V wie Vendetta als Evey
- 2007: Mr. Magoriums Wunderladen als Molly Mahoney
- 2008: Die Schwester der Königin als Anne Boleyn
- 2010: Hesher – Der Rebell als Nicole
- 2010: Project Runway als Natalie Portman
- 2011: Brothers als Grace Cahill
- 2011: Black Swan als Nina Sayers
- 2011: The Other Woman als Emilia Greenleaf
- 2011: Your Highness als Isabel
- 2011: Thor als Jane Foster
- 2013: Thor – The Dark Kingdom als Jane Foster
- 2015: Knight of Cups als Elizabeth
- 2015: Jane Got a Gun als Jane Hammond
- 2016: Jackie: Die First Lady als Jacqueline „Jackie“ Kennedy
- 2017: Song to Song als Rhonda
- 2018: Auslöschung als Dr. Lena
- 2019: Avengers: Endgame als Jane Foster
- 2021: What If…? als Jane Foster
- 2022: Thor: Love and Thunder als Dr. Jane Foster

Rebecca Hall
- 2006: Prestige – Die Meister der Magie als Sarah Borden
- 2006: Wide Sargasso Sea als Antoinette Cosway
- 2008: Frost/Nixon als Caroline Cushing
- 2010: Please Give als Rebecca
- 2011: Alles muss raus als Samantha
- 2012: Lady Vegas als Beth Raymer
- 2013: Iron Man 3 als Maya Hansen
- 2013: Unter Beobachtung als Claudia Simmons-Howe
- 2014: Einstein und Eddington als Winnie Eddington (2008)
- 2015: Ein Versprechen als Lotte Hoffmeister
- 2015: The Gift als Robyn
- 2016: BFG – Big Friendly Giant als Mary

Reese Witherspoon
- 1996: Der Mann im Mond Danielle „Dani“ Trant
- 1996: 36 Tage Terror als Wendy Pfister
- 1996: Fear – Wenn Liebe Angst macht als Nicole Walker
- 1998: Im Zwielicht als Mel Ames
- 1998: Liebe per Express als Ivy Miller
- 1999: Pleasantville – Zu schön, um wahr zu sein als Jennifer
- 1999: Election als Tracey Flick
- 2000: Best Laid Plans als Lissa
- 2000: Liebe per Express als Ivy Miller
- 2001: Little Nicky – Satan Junior als Angel Holly
- 2001: Natürlich blond als Elle Woods
- 2002: Ernst sein ist alles als Cecily Cardew
- 2003: Natürlich blond 2 als Elle Woods
- 2005: Solange du da bist als Elizabeth Masterson
- 2007: Machtlos als Isabella Fields El–Ibrahimi
- 2008: Mein Schatz, unsere Familie und ich als Kate
- 2011: Woher weißt du, dass es Liebe ist als Lisa Jorgenson
- 2011: Wasser für die Elefanten als Marlena Rosenbluth
- 2012: Das gibt Ärger als Lauren
- 2012: Mud – Kein Ausweg als Juniper
- 2013: Devil’s Knot – Im Schatten der Wahrheit als Pam Hobbs
- 2014: The Good Lie – Der Preis der Freiheit als Carrie
- 2014: Der große Trip – Wild als Cheryl Straye
- 2014: Inherent Vice – Natürliche Mängel als Deputy D.A. Penny Kimball
- 2015: Miss Bodyguard als Rose Cooper
- 2015: Die Muppets (Fernsehserie, 1 Episode) als Reese Witherspoon
- 2017: Liebe zu Besuch als Alice Kinney
- 2017–2019: Big Little Lies als Madeline Martha Mackenzie
- 2019: Das Zeiträtsel als Mrs. Soundso
- seit 2019: The Morning Show als Bradley Jackson

Maaya Sakamoto
- 2002: Kingdom Hearts als Aerith Gainsborough
- 2005: Kingdom Hearts II als Aerith Gainsborough
- 2005: Final Fantasy VII: Advent Children als Aerith Gainsborough
- 2020: Final Fantasy VII Remake als Aerith Gainsborough
- 2024: Final Fantasy VII Rebirth als Aerith Gainsborough

Catherine Taber
- 2008: Star Wars: The Clone Wars als Padmé Amidala
- 2008–2014, 2020: Star Wars: The Clone Wars als Padmé Amidala
- 2017: Star Wars: Die Mächte des Schicksals (Fernsehserie, 2 Episoden) als Padmé Amidala
- 2022: Lego Star Wars: Die Skywalker Saga als Padmé Amidala

Thora Birch
- 1999: American Beauty als Jane Burnham
- 2018: Das etruskische Lächeln als Emily

Deepika Padukone
- 2009: Gestern, heute & für immer – Love Aaj Kal als Meera Sharma
- 2009: Chandni Chowk To China als Sakhi/Suzy

Kristen Bell
- 2004–2007, 2019: Veronica Mars als Veronica Mars
- 2008–2009: Heroes als Elle Bishop
- 2008: Nie wieder Sex mit der Ex als Sarah Marshall

Andrea Barber
- 1987–1995: Full House als Kimberly „Kimmy“ Louise Gibbler (2. Stimme)
- 2016–2020: Fuller House als Kimmy Gibbler

Alison Pill
- 2012–2014: The Newsroom als Maggie Jordan
- 2020–2022: Star Trek: Picard als Dr. Agnes Jurati

### Filme
- 1994: Schindlers Liste als Danka Dresner für Anna Mucha
- 1999: Willkommen in Freak City als Tammy für Heather Thompson
- 2001: Traffic – Macht des Kartells als Catherine Wakefield für Erika Christensen
- 2001: Save the Last Dance als Sara Johnson für Julia Stiles
- 2001: Verrückt/Schön als Nicole Oakley für Kirsten Dunst
- 2001: Schrei wenn Du kannst als Kate Davies für Marley Shelton
- 2003: Mona Lisas Lächeln als Connie Baker für Ginnifer Goodwin
- 2003: Das Mädchen mit dem Perlenohrring als Griet für Scarlett Johansson
- 2004: City by the Sea als Gina für Eliza Dushku
- 2004: The Village – Das Dorf als Ivy Walker für Bryce Dallas Howard
- 2005: Casanova als Francesca Bruni für Sienna Miller
- 2007: Nancy Drew – Girl Detective als Jane Brighton für Rachael Leigh Cook
- 2007: Superbad als Becca für Martha MacIsaac
- 2009: Drag Me to Hell als Christine Brown für Alison Lohman
- 2011: In Darkness als Klara Keller für Agnieszka Grochowska
- 2013: Side Effects – Tödliche Nebenwirkungen als Emily Taylor für Rooney Mara
- 2014: Das erstaunliche Leben des Walter Mitty als Cheryl Melhoff für Kristen Wiig
- 2018: Van Gogh – An der Schwelle zur Ewigkeit als Gaby für Stella Schnabel
- 2018: Tout contre elle – Unser Geheimnis als Alice für Sophie Quinton
- 2019: Die unglaublichen Abenteuer von Bella als Bella für Bryce Dallas Howard
- 2019: Le Mans 66 – Gegen jede Chance als Mollie Miles für Caitriona Balfe
- 2019: The Gentlemen als Rosalind Pearson für Michelle Dockery
- 2020: Die bunte Seite des Monds als Chang’e

### Serien
- 1994: Eine fröhliche Familie als Elizabeth 'Beth' March für Mayumi Shou
- 1996: Missis Jo und ihre fröhliche Familie als Annie 'Nan' Harding für Hazuru Matsukura
- 2000–2002: Roswell als Liz Parker für Shiri Appleby
- 2003: Card Captor Sakura als Sakura Kinomoto für Sakura Tange
- 2004: Serial Experiments Lain als Lain
- 2006–2007: Avatar – Der Herr der Elemente als Suki
- 2009: Tsubasa – Reservoir Chronicle als Sakura für Yui Makino
- 2011–2014: Borgia als Giulia Farnese für Marta Gastini
- 2012: Desperate Housewives als Mary Beth für Ashley Austin Morris
- 2012: Kämpfer als Mikoto Kondō für Kana Asumi
- 2013: Die Biene Maja als Beatrix
- 2013–2014: House of Cards als Zoe Barnes für Kate Mara
- 2013–2017: Marvel’s Agents of S.H.I.E.L.D. als Raina für Ruth Negga
- 2014–2017: Black Sails als Eleanor Guthrie für Hannah New
- 2014–2016: Marvel’s Agent Carter als Dottie Underwood für Bridget Regan
- 2017: Godless als Alice Fletcher für Michelle Dockery
- seit 2017: Chicago PD, Chicago Fire und Chicago Med als Detective Hailey Upton für Tracy Spiridakos
- 2018–2021: The Hunter als Monica Calvaruso für Daniela Marra
- 2018: Chilling Adventures of Sabrina als Constance Blackwood für Alvina August
- 2021–2022: Dexter: New Blood als Angela Bishop für Julia Jones

### Videospiele
- 2009: Venetica als Scarlett
- 2011: Haunted
- 2013: Beyond: Two Souls als Jodie Holmes
- 2014: Dragon Age: Inquisition als Inquisitorin (Jung)
- 2014: Assassin’s Creed Unity als Élise De La Serre
- 2015: Disney Infinity 3.0 als Senatorin Padmé Amidala
- 2018: Far Cry 5 als Faith Seed

## Hörspiele (Auswahl)
- 2006–2007 (Komplett Veröffentlichung 2007): Star Wars: Labyrinth des Bösen (nach dem gleichnamigen Roman von James Luceno) als Padmé Amidala – ISBN 978-3-8291-2087-6
- 2015: Lady Bedfort, Folge 85: Preis des Erfolgs
- 2020 (Audible): Star Wars – Angriff der Klonkrieger. Das Original-Hörspiel zum Kinofilm als Padmé Amidala
- 2021 (Audible): Thor. Dein Marvel Superhelden-Abenteuer, KIDDINX (Thor)

## Hörbücher
- 2013: Cheryl Strayed: Der große Trip: Tausend Meilen durch die Wildnis zu mir selbst, Random House Audio, ISBN 978-3-8371-2113-1
- 2014: Robb Thomas & Jennifer Grahan: Veronica Mars – Zwei Vermisste sind zwei zu viel (Audible exklusiv)
- 2016: Cheryl Strayed: Der große Trip zu dir selbst: Ungeschminkter Rat für die Liebe, das Leben und andere Katastrophen (gemeinsam mit Tania Freitag und Carsten Knobloch), Random House Audio, ISBN 978-3-8371-3540-4
- 2021 (Audible): Anette Strohmeyer, Ivar Leon Menger, Hendrik Buchna, Carsten Steenbergen, Derek Meister und Eric Niemann: Die schwarze Stadt. Staffel 1